# (3976) Lise
(3976) Lise (1983 JM) – planetoida z pasa głównego asteroid okrążająca Słońce w ciągu 4,58 lat w średniej odległości 2,76 j.a. Odkryta 6 maja 1983 roku.